# 阿加迪尔
阿加迪尔（阿拉伯语：‎或‎或‎；柏柏尔语：ⴰⴳⴰⴷⵉⵔ，罗马化：agadir）是位于摩洛哥西南、大西洋沿海的城市。2004年，有人口578,596人。阿加迪尔以沙滩、海鲜和冬季温暖而闻名，也因此成为北欧人冬季避寒的胜地。1960年一場規模5.8地震嚴重摧毀阿加迪爾，造成上萬人死亡。

## 外部連結
- Agadir IdaOutanane Facebook Page （页面存档备份，存于）
- Official Visit Morocco website
- Agadir berbers Portal
- Agadir Live Camera （页面存档备份，存于）
- . . 1905.